# Siphelele Ntshangase
Siphelele Ntshangase est un footballeur sud-africain né le 11 mai 1993. Il évolue au poste de milieu offensif à Black Leopards.

## Biographie
Avec la sélection sud-africaine, il participe à la Coupe d'Afrique des nations des moins de 23 ans 2015 organisée au Sénégal. L'Afrique du Sud atteint la demi-finale du tournoi, en étant battue par l'Algérie.

## Carrière
- 2013-201. : Black Leopards ( Afrique du Sud)

## Palmarès
- Demi-finaliste de la Coupe d'Afrique des nations des moins de 23 ans 2015 avec l'équipe d'Afrique du Sud